# إحصاءات الرتبة العليا
إحصاءات الرتبة العليا
في علم الإحصاء، يشير مصطلح إحصاءات الرتبة العليا (HOS) إلى الدوال التي تستخدم القوة الثالثة أو القوة الأعلى للعينة، على عكس الأساليب التقليدية لإحصاءات الرتبة الأدنى، والتي تستخدم حدودًا ثابتة وخطية وتربيعية (القوى الصفرية والأولى والثانية)، تُعد العزوم الثالثة والأعلى كما هو مستخدم في الالتواء والتفرطح، أمثلة على إحصاءات الرتبة العليا، بينما تُعد العزوم الأولى والثانية، كما هو مستخدم في المتوسط الحسابي (الأول) والتباين (الثاني)، أمثلة على إحصاءات الرتبة المنخفضة. تُستخدم إحصاءات الرتبة العليا بشكل خاص في تقدير معاملات الشكل، مثل الالتواء والتفرطح، كما هو الحال عند قياس انحراف التوزيع عن التوزيع الطبيعي في النظرية الإحصائية، أحد الأساليب الراسخة منذ فترة طويلة للإحصاءات ذات الدرجة الأعلى للتوزيعات أحادية المتغير ومتعددة المتغيرات هو من خلال استخدام المتراكمات والمتراكمات المشتركة.
في تحليل السلاسل الزمنية، يمتد هذا إلى الأطياف ذات الترتيب الأعلى، على سبيل المثال الطيف الثنائي والثلاثي.